# Anaimalaia scabra
Anaimalaia scabra är en insektsart som beskrevs av Sadao Takagi 1995. Anaimalaia scabra ingår i släktet Anaimalaia och familjen pansarsköldlöss. Inga underarter finns listade i Catalogue of Life.